# Erik Botheim
Erik Botheim (Oslo, Noruega, 10 de enero de 2000) es un futbolista noruego. Su posición es la de delantero y su club es el Malmö FF de la Allsvenskan.

## Trayectoria
El 17 de febrero de 2021 se hizo oficial su llegada al F. K. Bodø/Glimt. Con este equipo logró ganar la Eliteserien y a finales de año fue traspasado al F. C. Krasnodar. En julio de 2022 se marchó a Italia para jugar en la U. S. Salernitana 1919, donde estuvo una temporada y media antes de fichar por el Malmö FF el 31 de enero de 2024.

## Selección nacional
El 24 de agosto de 2021 se hizo oficial su primera convocatoria a la selección de Noruega para los partidos de la clasificación mundialista ante Países Bajos, Letonia y Gibraltar. Para hacer su debut tuvo que esperar al 8 de junio de 2024 en un amistoso contra Dinamarca.

## Estadísticas

### Clubes
Actualizado al último partido jugado el 27 de septiembre de 2023.
| Rosenborg BK · Noruega | 1.ª           | 2017          | 3   | 0  | 1 | 0 | 1  | 0 | 5   | 0  | 0    |
| Rosenborg BK · Noruega | 1.ª           | 2018          | 6   | 1  | 1 | 0 | 4  | 0 | 11  | 1  | 0,09 |
| Rosenborg BK · Noruega | 1.ª           | 2019          | 7   | 3  | 1 | 0 | 2  | 0 | 10  | 3  | 0,3  |
| Rosenborg BK · Noruega | 1.ª           | 2020          | 3   | 0  | - | - | -  | - | 3   | 0  | 0    |
| Rosenborg BK · Noruega | Total club    | Total club    | 19  | 4  | 3 | 0 | 7  | 0 | 29  | 4  | 0,14 |
| Stabæk IF · Noruega | 1.ª           | 2020          | 15  | 0  | - | - | -  | - | 15  | 0  | 0    |
| Stabæk IF · Noruega | Total club    | Total club    | 15  | 0  | 0 | 0 | 0  | 0 | 15  | 0  | 0    |
| F. K. Bodø/Glimt · Noruega | 1.ª           | 2021          | 30  | 15 | - | - | 14 | 8 | 44  | 23 | 0,52 |
| F. K. Bodø/Glimt · Noruega | Total club    | Total club    | 30  | 15 | 0 | 0 | 14 | 8 | 44  | 23 | 0,52 |
| U. S. Salernitana · Italia | 1.ª           | 2022-23       | 28  | 1  | 1 | 0 | -  | - | 29  | 1  | 0,07 |
| U. S. Salernitana · Italia | 1.ª           | 2023-24       | 6   | 0  | 1 | 0 | -  | - | 7   | 0  | 0,00 |
| U. S. Salernitana · Italia | Total club    | Total club    | 34  | 1  | 2 | 0 | 0  | 0 | 36  | 1  | 0,07 |
| Total carrera | Total carrera | Total carrera | 106 | 20 | 5 | 0 | 21 | 8 | 132 | 28 | 0,27 |
| (1) Incluye datos de Copa de Noruega y Supercopa de Noruega. (2) Incluye datos de Liga Europa de la UEFA y Liga de Campeones de la UEFA. (3) No incluye goles en partidos amistosos. |               |               |     |    |   |   |    |   |     |    |      |

## Palmarés

### Títulos nacionales
| Título               | Club             | País    | Año  |
| -------------------- | ---------------- | ------- | ---- |
| Eliteserien          | Rosenborg BK     | Noruega | 2017 |
| Supercopa de Noruega | Rosenborg BK     | Noruega | 2018 |
| Copa de Noruega      | Rosenborg BK     | Noruega | 2018 |
| Eliteserien          | Rosenborg BK     | Noruega | 2018 |
| Eliteserien          | F. K. Bodø/Glimt | Noruega | 2021 |
| Copa de Suecia       | Malmö FF         | Suecia  | 2024 |
| Allsvenskan          | Malmö FF         | Suecia  | 2024 |